# Lere Paimo
Lere Paimo, OFR (nacido en noviembre de 1939) es un actor, cineasta, productor y director de cine nigeriano.

## Biografía
Paimo nació en noviembre de 1939 en Ogbomosho, una ciudad del Estado Oyo en el suroeste de Nigeria.

## Carrera
Comenzó a actuar en 1960 después de unirse al grupo de Oyin Adejobi, un grupo de teatro fundado por Pa Oyinade Adejobi antes de unirse al Grupo teatral de Duro Ladipo, donde apareció en una obra titulada Obamoro con el papel de «Jefe Basa». Se hizo popular después de un papel principal como Soun Ogunola interpretado en una película épica yoruba titulada Ogbori Elemosho que lo llevó a la fama. Ha protagonizado, producido y dirigido varias películas nigerianas desde que comenzó a actuar en 1963. En 2005, en reconocimiento a sus contribuciones a la industria cinematográfica nigeriana, Olusegun Obasanjo, expresidente de la República Federal de Nigeria, le otorgó el premio Nacional de Miembro de la República Federal junto a Zeb Ejiro. En mayo de 2013, se informó que tuvo un derrame cerebral parcial al que sobrevivió. En abril de 2014, ganó el premio en efectivo en el programa de juegos nigeriano, Who Wants To Be A Millionaire.

## Premios
- Orden de la República Federal (2005)